# Nepohualtzintzin
El Nepohualtzintzin es un instrumento de cálculo de origen prehispánico, utilizado por las culturas olmeca, maya y mexica. Puede ser empleado con el sistema vigesimal o el decimal, y se ha adaptado su uso para el sistema del ábaco japonés Soroban.

## Etimología
Su nombre proviene de los vocablos en náhuatl nepóhuatl (la cuenta) y tzintzin (venerable), por lo que su significado literal es la cuenta venerable.
Otra acepción es que proviene de los vocablos en náhuatl ne (personal); pohual o pohualli (la cuenta); y tzintzin (pequeños elementos semejantes). Bajo esta etimología, la palabra significaría "cuentas de pequeños elementos semejantes por alguien".

## Historia
La creación del ábaco Nepohualtzintzin se atribuye a los mayas, quienes lo emplearon para hacer sus operaciones matemáticas fundamentales, aunque se han encontrado piezas muy antiguas que se atribuyen a los olmecas. También se han hallado grabados y pinturas sobre el ábaco, así como variantes de oro, jade y concha. El Nepohualtzintzin fue adoptado posteriormente por los mexicas. Los expertos en etnomatemáticas, sin embargo, no piensan que este comprobada la existencia de un ábaco maya o mexica.

## Funcionamiento
El ábaco Nepohualtzintzin está compuesto por un conjunto de cuentas alineadas en 13 hileras. Cada hilera tiene siete cuentas, para un total de 91 en todo el ábaco. La parte superior presenta tres cuentas, que representan cinco unidades cada una; la parte inferior tiene cuatro cuentas; cada una con valor de una unidad.
La justificación de este número son los ciclos de agricultura: 91 días equivalen aproximadamente a una cuarta parte del año (una estación); mientras que el ciclo del maíz es de 182 días (el doble de 91).

## Uso en la actualidad
El Nepohualtzintzin se comenzó a utilizar desde 1996 en planteles de educación primaria en México. En 2009, la Secretaría de Educación Pública publicó la Guía Didáctica del Nepohualtzitzin para el Desarrollo de las Competencias Matemáticas.
Se ha reportado que en las escuelas primarias donde se utilizó el Nepohualtzintzin, "los alumnos tienden a obtener menos puntajes en las categorías de elemental e insuficiente; los grupos obtienen progresivamente mejores resultados en matemáticas, equivalentes o superiores a las calificaciones promedio a niveles estatal y nacional."
También se ha reportado que "mejora la autoestima del niño, al reconocerse heredero de la ciencia matemática náhuatl y al permitirle tener una mayor comprensión de las matemáticas y obtener mejores resultados en esta materia."
En México, el ábaco Nepohualtzintzin también ha sido empleado en la enseñanza de competencias matemáticas en niños con discapacidad visual, ayudando a desarrollar habilidades de memoria, concentración, razonamiento lógico, entre otros.